# 페드루 2세 (콩고)
페드로 2세(Pedro II, 1572년 ~ 1624년 4월 27일)는 17세기 콩고 왕국 마니콩고 겸 로앙고 군주국 국왕이었다. 본명(本名)은 피에르 응캉가 아 음비카 루아 은툼바 아 음웸바 야 음비카 데 페드루 아폰수(Pierre Nkanga a Mbika lua Ntumba a Mwemba ya Mvika de Pedro Afonso).

## 생애
그는 알바루 1세의 슬하 3남 2녀 가운데 서삼남(庶三男)으로 출생하였으며 11세 때이던 1583년에 4년 연하녀와 결혼한 그는 1587년 15세 때 부왕(父王)을 여읜 이후 열아홉 살 위 이복 적형 알바루 2세의 보살핌을 받으며 성장하였고 1614년 8월 9일, 이복 적형 알바루 2세가 붕어 후 이복 조카 베르나르두 2세가 콩고 왕국 마니콩고 겸 로앙고 군주국 국왕 즉위하는 것을 목도하였으며 이듬해 1615년 8월 24일, 이복 조카 베르나르두 2세가 향년 36세로 붕어하자 이복 동생 알바루 음판주 공이 32세로 콩고 왕국 마니콩고 겸 로앙고 군주국 국왕 알바루 3세 군주 보위에 즉위하는 것을 목도하였지만 그 후 왕족 종실 입장으로서 권력욕을 서서히 드러내며 자신의 세력 규합을 모집 완료하여 이복 서제 알바루 3세에게 대항할 기미를 드러내려다가 결국 이복 아우 알바로 3세에게 후계공으로 책립되어 모반기도 관련 책모를 한시름 꺾었고 이듬해 1622년 5월 4일, 이복 아우 알바루 군왕이 향년 39세로 붕어하자 그의 보위를 이어 50세 나이로 즉위하였다. 즉위한 이듬해 1623년 외동 적출 아들 가르시아 왕자를 태자로 책봉하였고 그로부터 1년 후 1624년 4월 27일에 향년 52세로 붕어하였다.

## 가족 및 친척 관계
- 부왕: 알바로 1세
- 이복 적형: 알바로 2세
- 이복 서형: 피에르 음벰바
- 이복 서제: 알바로 3세
- 이복 조카: 베르나르도 2세

## 같이 보기
- 콩고 왕국
- 콩고의 군주 목록
- 앙골라의 역사